# Salem (condado de Saline)
Salem é uma Região censo-designada localizada no condado de Saline, no Arkansas, Estados Unidos. Em 2000, sua população era de 2.789 habitantes.